# Брандон Уит Кингз
«Брандон Уит Кингз» (англ. Brandon Wheat Kings) — молодёжный хоккейный клуб из города Брандон, провинция Манитоба, Канада. Выступает в Западной хоккейной лиге (WHL), одной из трёх лиг, составляющих Канадскую хоккейную лигу (CHL).

## История
«Уит Кингз» выступают в WHL с сезона 1967–68. Ранее команда выступала в Юниорской хоккейной лиге Манитобы (MJHL), за исключением двух сезонов в середине 1960-х годов, когда она играла в Юниорской хоккейной лиге Саскачевана (SJHL). Команда стала преемницей старшей команды «Брандон Уит Сити», которая участвовала в розыгрыше Кубка Стэнли в 1904 году и проиграла «Оттаве Сенаторз».
В конце 1930-х годов команда была известна как «Брандон Элкс». Команда выиграла восемь Кубков Тернбулла, став чемпионами Манитобы среди юниоров в 1939, 1947, 1949, 1950, 1960, 1962, 1963 и 1964 годах. Они шесть раз участвовали в Мемориальном кубке: 1949 (как команда MJHL), 1979, 1995, 1996, 2010 и 2016, проиграв каждый раз. В период с 1973 по 1980 год «Уит Кингз» владели и управляли фермерской командой в MJHL под названием «Трэвэллерс».
В 1949 году команда «Брандон Уит Кингз» выиграла Кубок Эбботта, победив «Калгари Баффалоз». Затем они проиграли Мемориальный кубок команде «Монреаль Роялс». В 1949 году «Брандон Уит Кингз» были включены в Зал хоккейной славы Манитобы в командной категории.
«Уит Кингз» удерживают рекорд CHL по количеству очков (125) за один сезон, установив его в сезоне 1978-79.
16 октября 2008 года Западная хоккейная лига объявила, что «Уит Кингз» были выбраны для проведения Мемориального кубка 2010 года в «Кистоун Центре». Они дошли до финальной игры, проиграв команде «Уинсор Спитфайрз».

## Достижения
- Кубок Эббота (1): 1949;
- Кубок Тернбулла (8): 1939, 1947, 1949, 1950, 1960, 1962, 1963, 1964;
- Чемпион WHL (3): 1979, 1996, 2016;
- Победитель регулярного сезона WHL (5): 1976–77, 1977–78, 1978–79, 1995–96, 2014–15;